# Viktor Platan
Viktor Platan, né le 16 octobre 1919 à Lappeenranta et mort le 12 janvier 2013 à Lahti, est un pentathlonien finlandais.
Il participe aux Jeux olympiques d'été de 1948 à Londres, finissant dixième sur 45, ainsi qu'aux Jeux olympiques d'hiver de 1948 à Saint-Moritz, où le pentathlon moderne est en démonstration.
Aux Championnats du monde de 1949, 1950 et 1951, il remporte la médaille d'argent par équipe. En 1949, il obtient également la médaille de bronze en individuel.